# عکس نقیض
عکس نقیض (contraposition)، اصطلاحی در منطق است و به گزارهٔ حاصل از تعویض جای مقدم و تالیِ یک گزارهٔ شرطی و همزمان نقیض‌کردن آن‌ها گفته می‌شود. بنابراین عکس نقیضِ  {\displaystyle P\rightarrow Q} برابر {\displaystyle \neg Q\rightarrow \neg P} خواهد بود.
در منطق کلاسیک، عکس نقیض، عکس دوم قضیه است که صدق قضیه، دلیل بر صدق آن می‌باشد و برای به‌دست آوردن آن، دو راه وجود دارد:
راه منطقیون متقدم، که به آن «عکس نقیض موافق» گفته می‌شود؛ زیرا با قضیه اصل در کیف توافق دارد. عکس نقیض موافق آن است که یک قضیه با حفظ صدق کیف، به قضیه دیگری تبدیل شود که موضوعش نقیض محمول است، و محمولش نقیض موضوع اصل است. و به‌طور خلاصه: جابجا کردن نقیض دو طرف با حفظ صدق و کیف قضیه، پس قضیه «هر نویسنده‌ای انسان است» با عکس نقیض موافق، تبدیل می‌شود به «هر ناانسانی، غیرنویسنده است».
راه منطقیون متأخر، که به آن «عکس نقیض مخالف» گفته می‌شود، چون با اصل قضیه در کیف مخالفت دارد. و آن عبارت است از: تبدیل یک قضیه به قضیهٔ دیگری که موضوعش نقیض محمول است، و محمولش عین موضوع اصل است، با حفظ صدق، نه کیف؛ بنابراین، عکس نقیض مخالف قضیهٔ «هر نویسنده‌ای انسان است» عبارت است از «هیچ غیرانسانی نویسنده نیست».